# اکنیون
اکنیون (به فرانسوی: Ikniouen) یک کومون در مراکش است که در استان تنغیر واقع شده‌است. اکنیون ۱۵٬۷۳۸ نفر جمعیت دارد.